# Stupsk (village)
Pour les articles homonymes, voir Stupsk.
Stupsk (prononciation : [stupsk]) est un village polonais de la gmina de Stupsk dans le powiat de Mława de la voïvodie de Mazovie dans le centre-est de la Pologne.
Le village est le siège administratif (chef-lieu) de la gmina appelée gmina de Stupsk.
Il se situe à environ 11 kilomètres au sud-est de Mława (siège du powiat) et à 98 kilomètres au nord de Varsovie (capitale de la Pologne).
Le village compte approximativement une population de 783 habitants en 2010.

## Histoire
De 1975 à 1998, le village appartenait administrativement à la voïvodie de Ciechanów.